# Phyllogomphoides appendiculatus
Phyllogomphoides appendiculatus är en trollsländeart som först beskrevs av Kirby 1899.  Phyllogomphoides appendiculatus ingår i släktet Phyllogomphoides och familjen flodtrollsländor. Inga underarter finns listade i Catalogue of Life.